# Jeffrey Vandersay
Jeffrey Dexter Francis Vandersay (* 5. Februar 1990 in Wattala, Sri Lanka) ist ein sri-lankischer Cricketspieler, der seit 2015 für die sri-lankische Nationalmannschaft spielt.

## Aktive Karriere
Sein Debüt in der Nationalmannschaft gab er Juli 2015 in der Twenty20-Serie gegen Pakistan. Zunächst konnte er sich nicht im Team etablieren und spielte nur vereinzelte Touren. So spielte er daraufhin in der A-Mannschaft Sri Lankas. Zum Jahreswechsel 2015/16 gab er sein Debüt im ODI-Cricket bei der Tour in Neuseeland. Im Vorfeld zum ICC World Twenty20 2016 wurde er zunächst kurzfristig vor Turnierbeginn aus dem Kader gestrichen. Als sich jedoch Lasith Malinga verletzte, rückte er ins Team nach. Dort erzielte er unter anderem gegen England zwei Wickets (2/26). Im November 2016 erzielte er bei einem Drei-Nationen-Turnier in Simbabwe 3 Wickets für 50 Runs. Verletzungen sorgten dafür, dass er über längere Zeit nicht im Nationalkader stand. Gute Leistungen im nationalen Cricket sorgten dafür, dass er immer wieder in den Kader berufen wurde, jedoch kam er dann jeweils kaum zum Einsatz. Im Sommer 2018 wurde er gar von der Tour in den West Indies abberufen, da er eine Vertragsverletzung begangen haben soll. Auf Grund einer nächtlichen Partytour während der Tour erhielt er vom Verband dann eine einjährige Bewährungsstrafe für alle Formate.
Im März 2019 kam er dann wieder zurück ins Team. Ihm gelangen zwei Wickets in der Twenty20-Serie in Südafrika und er wurde daraufhin für den Kader des Cricket World Cup 2019 nominiert. Dort spielte er nur ein Spiel gegen die West Indies und fiel nach dem Turnier wieder aus dem Kader. Gute Leistungen in der Lanka Premier League 2021 für die Colombo Stars führten dazu, dass er für die Tour gegen Simbabwe im Januar 2022 wieder im Kader stand. Dort gelangen ihm dann 3 Wickets für 51 Runs im zweiten und 4 Wickets für 10 Runs im dritten ODI. Im Juni kam dann Australien für eine Tour nach Sri Lanka. Dort konnte er zunächst 3 Wickets für 49 Runs in den ODIs erzielen, bevor er sein Test-Debüt gab. In der Folge wurde er auch für den Asia Cup 2022 nominiert, kam dort jedoch nicht zum Einsatz.